# Joachim (Anhalt)

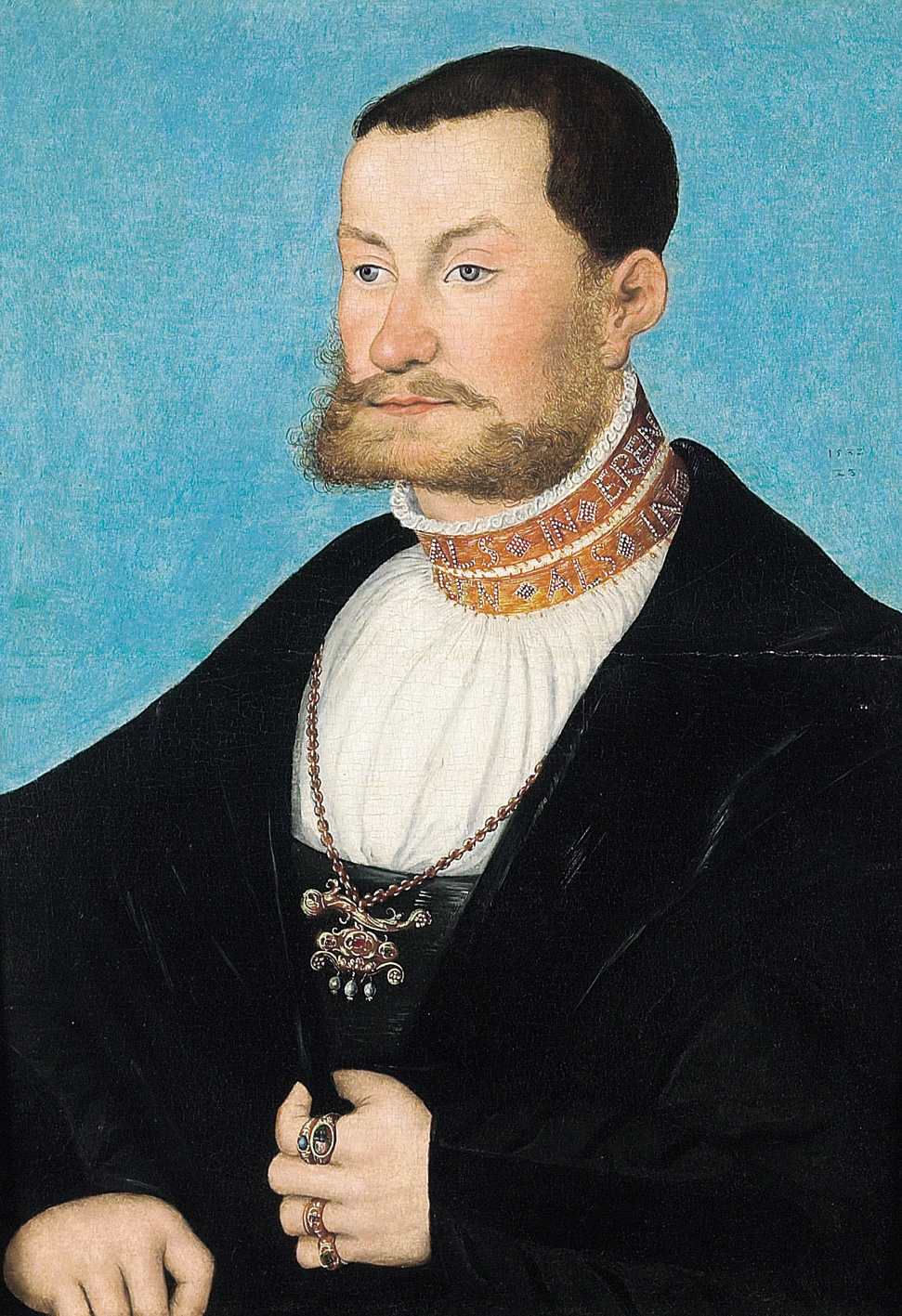
Lucas Cranach der Ältere, Fürst Joachim I. von Anhalt, ca. 1535, Gotisches Haus (Wörlitz)

Joachim I. von Anhalt (* 7. August 1509; † 6. Dezember 1561 in Dessau) war ein Fürst von Anhalt-Dessau.

## Leben
Joachim war der jüngste Sohn des Fürsten Ernst von Anhalt-Zerbst (1451–1516) aus dessen Ehe mit Margarethe (1473–1530), Tochter des Herzogs Heinrich I. von Münsterberg. Nach seiner Universitätsausbildung lebte Joachim vornehmlich am Hof des sächsischen Herzogs Georg des Bärtigen, der Joachim nicht vom Übertritt zur lutherischen Glaubenslehre abhalten konnte.
Zunächst regierte Joachim gemeinsam mit seinen älteren Brüdern Johann II. und Georg III., doch teilten sie 1546 das Land, wobei Joachim Dessau, Lippene, Jeßnitz, Wörlitz und Raguhn erhielt. Joachim entfaltete eine rege Bautätigkeit und erließ eine Polizeiordnung. In Dessau erneuerte er 1554 den Turm der Marienkirche. Joachim galt als Einzelgänger, aber auch als enger Freund Luthers, Melanchtons und des Joachim Camerarius. Joachim starb unverheiratet und kinderlos, sein Land fiel an die Söhne seines Bruders Johann.